# Фридман, Дэвид Мелех
Давид Мелех Фридман (англ. David Melech Friedman; род. 8 августа 1959) — американский адвокат, специалист по банкротству. В декабре 2016 года избранный президент США Дональд Трамп выдвинул его на должность Посла США в Израиле.

## Ранние годы жизни и образование
Дэвид Фридман родился в 1959 году в городе Вудмер и был одним из четырёх детей раввина Морриса С. Фридмана. Имя Дэвид — отсылка к библейскому царю Давиду. Фридман Окончил Колумбийский университет и Школу права Нью-Йоркского университета.

## Карьера
Работал в Trump Organization адвокатом — специалистом по банкротству. С 1994 года является соучредителем юридической фирмы Kasowitz, Benson, Torres & Friedman. С 2005 года имеет личную дружбу с Дональдом Трампом, начавшуюся после того, как Трамп посетил шиву (иудейский траур) по его отцу.
Фридман занимал пост президента просветительской организации «Американские друзья Бейт-Эль» (англ. American Friends of Bet El Institutions), делал благотворительные пожертвования в адрес организации United Hatzalah и поселения Алех-Негев. Является колумнистом израильского Седьмого канала и газеты The Jerusalem Post.
В декабре 2016 года избранный президент США Дональд Трамп назначил Фридмана послом в Израиле, это назначение должен был утвердить Сенат США. Фридман был утверждён в должности 23 марта 2017 года 52 голосами против 46.

## Взгляды
Фридман известен своими консервативными политическими взглядами. Он убеждён в том, что левые евреи представляют угрозу для Государства Израиль, а евреи, которые поддерживали либеральные группы J Street, «просто самодовольные защитники уничтожения Израиля» и хуже, чем евреи, помогавшие нацистам в период Холокоста.
Правда ли эти сторонники J Street такие же, как капо? Ответ: на самом деле, нет. Они гораздо хуже, чем капо – евреи, которые отворачивались от своих собратьев-евреев в нацистских лагерях смерти. Капо столкнулись с необыкновенной жестокостью, и кто знает, что любой из нас сделал бы при этих обстоятельствах, чтобы спасти любимого человека? Но J Street? Они просто самодовольные защитники уничтожения Израиля, которые не желают подниматься со своих безопасных американских диванов – трудно представить себе кого-то хуже
конец цитаты
В ответ на просьбу прояснить свои взгляды касательно J Street, озвученную на форуме Сабан в Брукингском институте, Фридман отказался отозвать свои обвинения, назвав сторонников J Street «не евреями и противниками Израиля».
По данным журнала The Economist, «Фридман назвал президента США Барака Обаму антисемитом и распространял теории заговора о том, что Хума Абедин, помощник Хиллари Клинтон, имеет связи с Братьями-мусульманами.
Фридман ставит под сомнение необходимость сосуществования двух государств — еврейского и арабского и поддерживает существование еврейских поселений на Западном берегу реки Иордан, а также аннексию части его территории».

## Личная жизнь
Фридман является ортодоксальным иудеем. Его бар-мицва была проведена у Стены Плача в Иерусалиме. С 1981 года женат на Тэмми Сенд, уроженке города Майами-Бич, Флорида. Владеет домом в иерусалимском районе Талбия.